# 林祐輔
林 祐輔（はやし ゆうすけ、1977年5月1日 - ）は、日本のフィギュアスケート選手（男子シングル）。現在はコーチ。兵庫県尼崎市出身。龍谷大学卒業。

## 経歴
兵庫県尼崎市出身。龍谷大学卒業。12歳のときに長光歌子に師事しスケートをはじめる。
1997年、初出場となった全日本選手権で21位となり、その後は1998年の全日本選手権で27位、1999年の全日本選手権で21位となる。
2000年、競技生活を引退し指導者に転向。長光コーチと共に髙橋大輔の指導を行い、2002年世界ジュニア選手権優勝などに導いた。教え子には高橋のほかに友滝佳子、田中刑事などがいる。
現在はひょうご西宮アイスアリーナでコーチを務めているほか、日本フィギュアスケーティングインストラクター協会ディレクターズスタッフに就任している。
2020年４月18日、無免許運転で一時停止違反をしたとして兵庫県警尼崎北署に逮捕された。

## 主な戦績
| 大会/年      | 1997-98 | 1998-99 | 1999-00 |
| ------------ | ------- | ------- | ------- |
| 全日本選手権 | 21      | 27      | 21      |